# Moliagul
Moliagul est une commune de l'État de Victoria, en Australie, à 202 km au nord-ouest de Melbourne et 60 km à l'ouest de Bendigo. Le nom de la ville aurait pour origine un mot aborigène, « moliagulk », qui signifie « colline boisée ». La région est remarquable par la découverte d'un certain nombre de pépites d'or. Ces découvertes comprennent la plus grande du monde, la Welcome Stranger, qui a été découverte en 1869 par John Deason et Richard Oates.
Depuis ce qui était autrefois une ville prospère de champs aurifères, Moliagul est aujourd'hui une ville fantôme et se compose de maisons dispersées. En 1855, il y avait environ 16 000 personnes vivant dans la région pendant le pic de la période de ruée vers l'or victorienne. Le bureau de poste de Moliagul ouvre ses portes le 15 novembre 1858 et ferme en 1971.
La ville est composée d'habitations rurales et de petites fermes, d'un hôtel (maintenant fermé), d'un musée, de l'ancienne école et d'une ancienne église. Il existe un certain nombre de points d'intérêt historiques, dont un monument en pierre dédié au révérend John Flynn, fondateur du Royal Flying Doctor Service of Australia, né à Moliagul en 1880.
Le mont Moliagul lui-même est visible depuis la ville et offre une vue sur les alentours.